# Let There Be Rock
Let There Be Rock – trzeci ogólnoświatowy album studyjny australijskiego zespołu AC/DC, wydany 23 czerwca 1977 roku. Wszystkie utwory są autorstwa Angusa Younga, Malcolma Younga, i Bona Scotta.
Oryginalnie album został wydany przez wytwórnię Atlantic Records. Ta edycja albumu sprzedana została już w ponad 2 milionach egzemplarzy w Stanach Zjednoczonych.

## Opis albumu
Let There Be Rock jest uważany za jeden z najlepszych albumów AC/DC. Jest również ostatnim nagraniem z basistą Markiem Evansem, który grał na poprzednich ogólnoświatowych wersjach albumów High Voltage (wydany we wrześniu 1976 r.) i Dirty Deeds Done Dirt Cheap (wydany w listopadzie 1976 r.).
Jak i na poprzednich albumach AC/DC, są różnice pomiędzy ogólnoświatową edycją a australijską edycją, wydaną w marcu 1977 r. Dla amerykańskiego i japońskiego rynku (i później na wszystkich wydaniach CD), utwór z australijskiej edycji albumu, "Crabsody in Blue" został zastąpiony przez skróconą wersję utworu "Problem Child" z albumu Dirty Deeds Done Dirt Cheap, wydanego we wrześniu 1976 r. Ogólnoświatowa wersja ma także nieznacznie zmienioną pozycję utworów.
Dodatkowo, ogólnoświatowa wersja albumu prezentuje inną okładkę od oryginalnej. Tę okładkę wyróżnia debiut klasycznego logo AC/DC. Australijska edycja albumu została wkrótce przepakowana razem z ogólnoświatową wersją okładki, przez co pierwszy raz jakakolwiek australijska edycja albumu zespołu miała taką samą okładkę co ogólnoświatowa edycja.
W 1980 r., AC/DC wydało film koncertowy nazwany Let There Be Rock. W 1997 r., zapis audio z tego samego koncertu został wydany na płycie 2. i 3. kompilacyjnego albumu Bonfire.

## Lista utworów
1. "Go Down" – 5:20 (winyl), 5:31 (CD)
2. "Dog Eat Dog" – 3:35
3. "Let There Be Rock" – 6:06
4. "Bad Boy Boogie" – 4:27
5. "Problem Child" – 5:25
6. "Overdose" – 6:09
7. "Hell Ain't a Bad Place to Be" – 4:14
8. "Whole Lotta Rosie" – 5:23

- Kompozytorami wszystkich utworów są Angus Young, Malcolm Young, i Bon Scott.
- Utwór "Problem Child" oryginalnie wydany został na albumie Dirty Deeds Done Dirt Cheap w 1976 roku. Na tym albumie znajduje się nieznacznie skrócona wersja.
- Na oryginalnym wydaniu winylowym, na wszystkich rynkach oprócz amerykańskiego i japońskiego, utwór "Problem Child" został zastąpiony przez utwór "Crabsody in Blue".

## Twórcy

### Wykonawcy
- Angus Young – gitara prowadząca
- Malcolm Young – gitara rytmiczna
- Bon Scott – śpiew
- Phil Rudd – perkusja
- Mark Evans – gitara basowa

### Produkcja
- Producenci: Harry Vanda, George Young
- Inżynier dźwięku: Mark Opitz